# REXUS
REXUS (Rocket Experiments for University Students, Raketen-Experimente für Universitäts-Studenten) ist ein 2007 gegründetes deutsch-schwedisches Studentenprogramm für Raketenexperimente des Deutschen Zentrums für Luft- und Raumfahrt DLR in Kooperation mit der Schwedischen Nationalen Raumfahrt-Behörde SNSB.  REXUS ist dabei einer der beiden Programmschwerpunkte des REXUS/BEXUS Programms.

## Grundlagen
Die studentischen Projekte werden in Deutschland neben der DLR auch vom Zentrum für angewandte Raumfahrttechnologie und Mikrogravitation mit dem Fallturm Bremen organisatorisch unterstützt, das auch die Projektleitung mit der Betreuung der Experimente innehat. Die Starts der Raketen führt die EuroLaunch vom Raumfahrtzentrum Esrange bei Kiruna in Schweden durch. Die Raketen starten meist im Frühjahr und erreichen eine Höhe von 80 bis 90 oder 100 Kilometern. Die Zeit zur Durchführung der Experimente beträgt ungefähr drei bis fünf Minuten, davon bei Bedarf bis zu 120 Sekunden in Schwerelosigkeit und landen dann an einem Fallschirm.
Die REXUS-Rakete ist fast sechs Meter lang und besitzt einen Durchmesser von 36 Zentimetern. Sie durchfliegt die Atmosphärenschichten und erreicht die Thermosphäre in einer Höhe von bis zu 90 Kilometern. Die Experiment-Nutzlast der Rakete beträgt bis zu 40 Kilogramm.
Für ähnlich gelagerte Ballonexperimente für die Stratosphärenforschung gibt es von den gleichen Trägern das BEXUS-Programm.

## Geschichte
Der erste Flug REXUS 1 war 1995 noch ein rein schwedischer Flug. Das Swedish Institute of Space Physics hatte dazu Studenten aufgerufen um sich mit Ideen und Experimenten zu beteiligen. Die Rakete wurde ursprünglich GPS-Orion genannt, aber auf Wunsch der Studenten in REXUS umbenannt. Später wurde dann zwischen der DLR und dem Swedish National Space Board (SNSB) (jetzt Swedish National Space Agency – SNSA) wurde eine Vereinbarung unterzeichnet, die den Beginn des eigentlichen REXUS-Programms markiert. Die Grundidee stammte dazu von Sven Grahn, einem Geschäftsführer der Swedish Space Corporation, der Rickard Lundin vom Swedish Institute of Space Physics fragte, ob die Studenten Interesse an solchen Versuchen hätten, da die Raketen noch Last übrig hätten.  Ende 2003 wurde dann EuroLaunch als Kooperation gegründet. Unter der Kontrolle von EuroLaunch erfolgte dann im Folgejahr der erste gemeinsame schwedisch/deutsche Rexus Start. 2007 wurde dann das gemeinsame REXUS/BEXUS Programm gestartet.

## REXUS-Flüge (Auswahl)
REXUS 1
REXUS 1 startete am 4. Dezember 1995
REXUS 2
REXUS 2, als erstes EuroLaunch Projekt, startete am 28. Oktober 2004. An Bord waren unter anderem die Experimente ECOMA von der Universität Rostock und Iron Probe Faraday Antennae der Universität Graz sowie drei weitere schwedische Experimente.
REXUS 3
REXUS 3 startete am 5. April 2006 und erreichte eine Höhe von 95 Kilometer. Ursprünglich war der Start für den Vortag vorgesehen, musste aber wegen starkem Schneefall verschoben werden. Die Rakete kehrte an einem Fallschirm zur Erde zurück und wurde auch noch am gleichen Tag per geborgen. An Bord befand sich sechs innovative studentische Experimente. Teil davon war das Flugversuchssystem REGINA, das von der Universität der Bundeswehr in München zusammen mit der Mars Society Deutschland entwickelt wurde, als Vorläufer der Ballonsonde ARCHIMEDES, die zur Erforschung der Marsatmosphäre vorgesehen ist, dienen soll.
REXUS 4
REXUS 4 startete am 22. März 2008. An Bord war das DLR-Experiment IGAS (Intelligent GPS Antenna System). Zudem fünf studentische Experimente. Diese waren die drei deutschen Experimente HISPICO (High-Integrated S-Band Transmitter for PICO-Satellites), der Technischen Universität Berlin, VERTICAL (Verification and Test of the Initiation of CubeSats After Launch) der Technischen Universität München und MIRIAM (Main Inflated Reentry Into the Atmosphere Mission test for Archimedes) der Universität der Bundeswehr in München zusammen mit der Mars Society Deutschland und die zwei schwedischen Experimente: EMSADA (Experimental Multiple Sensors And Data Aquisition) und REWICAS (REXUS Camera System).
REXUS 5
REXUS 5 startete am 13. März 2009 Mit an Bord waren folgende Experimente: Itikka (Inertial Measurement Unit) der Technischen Universität Tampere, VIB-BIP (Vibration effects on Biphasic fluids) der Technischen Universität Katalonien und CharPa (Charged Particle measurements) als Kooperationsprojekt der IAP Kühlungsborn mit der TU München.
REXUS 6
REXUS 6 startete am 12. März 2009, also einen Tag vor REXUS 5. An Bord waren die beiden Versuchsexperimente NISSE (Nordic Ionospheric Sounding rocket Seeding Experiment) der Universität Bergen zusammen mit der finnischen Universität Oulu und dem Finnish Meteorological Institute und AGADE (Applied Geomagnetics for Attitude Determination Experiment) der Technischen Universität Bergakademie Freiberg.
REXUS 7
REXUS 7 startete am 2. März 2009 um 8:25 Uhr. Die Rakete erreichte eine Höhe von 82,5 Kilometer. Mit an Bord waren die Experimente MONDARO der Universität Rostock und des Leibniz-Institut für Atmosphärenphysik in Kühlungsborn, Vibra-Damp und BUGS als Kooperationsprojekt der Universitäten Rom und Bologna. Mit Vibra-Damp hat dabei die FH Aachen ein Modul entwickelt bei dem Vibrationen gedämpft werden. Dadurch werden bessere Bedingungen für Experimente in Schwerelosigkeit möglich gemacht. Der Behälter wurde mittels Federn eingehängt.
REXUS 9
REXUS 9 startete am 2. März 2009 um 13:56 Uhr und erreichte eine Höhe von 80,6 Kilometer. Mit an Bord waren die beiden DLR unterstützen Projekte REMOS und EXPLORE von der Universität Stuttgart sowie die beiden von der ESA/SNSB unterstützen Projekte SPONGE der Universität Padua und Telescope des irischen Dublin Institute of Technology.
REXUS 19
REXUS 19 startete 18. März 2016 ist um 06:10 Uhr  Die REXUS-19-Rakete erreichte eine Flughöhe von 78,3 Kilometern. Mit an Bord waren folgende Experimente: MIRKA2-RX (Mikro-Rückkehrkapsel 2 - REXUS) der Universität Stuttgart, die das Verhalten einer Rückkehrkapsel untersuchte und das Projekt LiME (Link Made Early) der Ernst-Abbe-Hochschule in Jena.
REXUS 20
REXUS 20 startete am 15. März 2016, also drei Tage vor REXUS 19 und erreichte eine Flughöhe von 77,4 Kilometern.
REXUS 24
REXUS 24 startete am 12. März 2018, um 14:30h. Nach knapp 9 Sekunden trennte sich jedoch die Nutzlast ungewollt von der Rakete und schlug 2 km nordöstlich der Startrampe auf, während das Triebwerk weiterflog.
REXUS 31/32
REXUS 31/32 Starts sind für März 2024 geplant.